# Laponská válka
Laponská válka (finsky "Lapin sota") je označení pro válečný stav mezi Finskem a Německem od září 1944 do dubna 1945. Název je odvozen z faktu, že se bojovalo především v nejsevernější provincii Finska, v Laponsku.

## Původ konfliktu a přípravy na něj
Již na přelomu let 1942/1943, kdy začínalo být zřejmé, že Německo nemůže druhou světovou válku vyhrát, začala finská vláda společně s finským velením vyvíjet horečnou aktivitu, jejímž cílem bylo vyvázat Finsko z konfliktu. Tyto snahy nezůstaly Německu utajeny a na začátku léta 1943 se začal generál Eduard Dietl, který německým jednotkám velel, připravovat na eventualitu, že by Finsko mohlo uzavřít separátní mírovou smlouvu se Sovětským svazem a přejít do tábora nepřítele. Německé velení plánovalo stáhnout svoje síly na sever, aby mohly co nejdéle chránit finské niklové doly poblíž Petsama a posléze evakuovat své jednotky do Norska. Obsazení Finska po vzoru Itálie (v Itálii byla v září 1943 vytvořena fašistická Italská sociální republika) nepřicházelo v úvahu jak pro nedostatek jednotek, tak pro velikou opatrnost Finů, kteří si pečlivě kryli záda a klíčové oblasti země a byli připraveni v případě potřeby tvrdě bojovat.
V zimě 1943/1944 Němci opravili cesty ze severního Norska do severního Finska, přičemž rozsáhle využívali práce válečných zajatců (mnoho z nich bylo zajato v jižní Evropě a byli stále v letních uniformách; ztráty byly vysoké) a hromadili zásoby v této oblasti. Finské velení se připravovalo také. Zejména dbalo na to, aby nedošlo k větší koncentraci německých sil jižně od řeky Oulu, aby tak nemohlo dojít k obsazení z průmyslového hlediska významného území. Zároveň posílilo obranu západního a jižního pobřeží a stáhlo, popřípadě zreorganizovalo své vlastní jednotky v severním Finsku tak, aby nemohly být odzbrojeny a zajaty Němci. Německé velení reagovalo stejně. Finové navíc začali evakuovat své civilní obyvatelstvo z německých sektorů. Když Finsko podepsalo v září 1944 se Sovětským svazem smlouvu o příměří, byly obě strany připraveny.

## Smlouva o příměří mezi SSSR a Finskem
Smlouva o příměří mezi SSSR a Finskem předpokládala vyhlášení války mezi Finskem a Německem a vytlačení německých sil z Laponska. Jako extrémně zostřující podmínka zde působil bod nařizující Finsku demobilizovat armádu na předválečný stav nejpozději měsíc po uzavření smlouvy. To znamenalo, že buďto Finové vyprovodí většinu Němců do měsíce, nebo budou muset demobilizovat s Němci v zemi. To by dalo Rudé armádě legitimní důvod obsadit podstatnou část finského území, což bylo pro finskou stranu absolutně nepřijatelné.
Němci ani Finové z pochopitelných důvodů neměli valné chuti do boje mezi sebou. Vojenští velitelé obou stran vynaložili značné úsilí, aby se vyhnuli boji a dohodli rozumný harmonogram pokojného vyklizení Laponska za pouze předstíraných bojů. Tato cesta se však ukázala jen omezeně schůdná, nevyhnutelné konflikty představ o tom, co je rozumný harmonogram, a různé incidenty, kterým se za tak složité situace dalo těžko zabránit, brzy začaly dohodu nahlodávat. Její definitivní pohřbení (v celostátním měřítku, na lokální úrovni stále občas fungovala) pak způsobily striktní Hitlerovy rozkazy, které se nový velitel německých jednotek, generál Lothar Rendulic (předchozí velitel generál Eduard Dietl zahynul v červnu 1944 při leteckém neštěstí ve Štýrsku při návštěvě Vůdcova hlavního stanu), neodvážil ignorovat. Zásadním problémem byly Hitlerovy představy o harmonogramu stažení, jím nařízené útoky proti finskému pobřeží a zejména taktika spálené země, kterou na jeho rozkaz německé jednotky v Laponsku prováděly.

## Průběh bojů

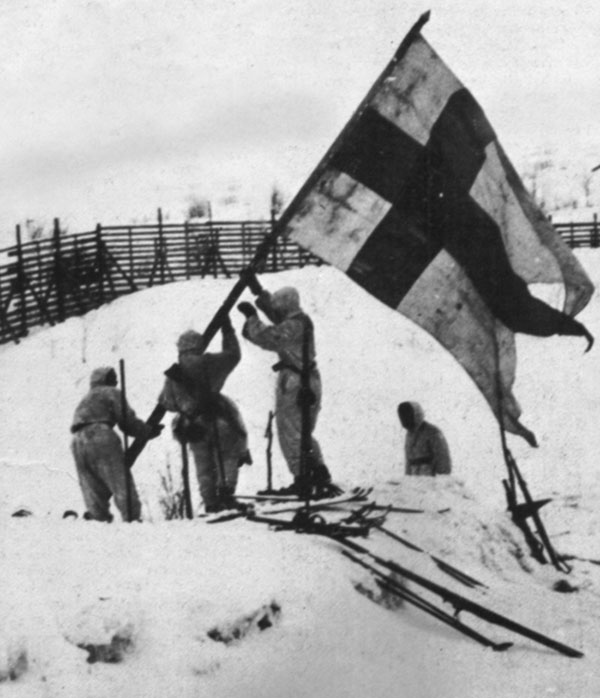
Finové vztyčují finskou vlajku na finsko-norské hranici.

První ozbrojené incidenty mezi německou a finskou armádou propukly již těsně před podpisem smlouvy, když se obě strany pokusily preventivně odzbrojit a zajmout malé jednotky druhé strany dislokované v oblastech, které ovládaly. Tyto střety sice brzy ubraly na intenzitě, jak se odzbrojované jednotky buďto vzdaly nebo unikly, pak se ale situace začala kazit.
Jednotky wehrmachtu umístěné v severním Finsku se sice počaly urychleně stahovat do Laponska pro Finy přijatelnou rychlostí, ale německé námořnictvo zároveň zaminovalo pro Finsko klíčové námořní trasy a v Operaci Tanne Ost se dokonce pokusilo obsadit jeden z nejdůležitějších finských opěrných bodů ve Finském zálivu – Suursaari. Neuspělo sice, ale finské nejvyšší velení i vládu díky tomu ovládla nedůvěra vůči dohodě s novým nepřítelem, kterou nedokázal ztlumit ani fakt, že daný ostrov měl být vydán Rusům. Poslední ranou dohodám na vyšší úrovni byla zcela bezohledná taktika spálené země ze strany německých jednotek, která vyústila v naprosté zničení laponské metropole Rovaniemi, a nerespektování finského globálního harmonogramu[zdroj?]. Aby zajistili včasné vyčištění Laponska a nedali Rudé armádě záminku k okupaci životně důležitých částí země, museli Finové zintenzivnit boje. Generál Hjalmar Siilasvuo zrychlil postup po pevnině a zahájil skutečně agresivní vedení boje jižně od Rovaniemi, nicméně se ukazovalo, že to nebude stačit. Aby tedy podpořilo rychlost německého ústupu, rozhodlo se finské velení pro poněkud riskantní akci a provedlo překvapivé vylodění v Torniu – klíčovém přístavu u hranic se Švédskem, který představoval jednu z pouhých dvou cest, kterými mohli Němci Laponsko opustit. Bitva o Tornio (1.–5. říjen 1944, vlastně jediná skutečně urputná bitva laponské války) skončila těžkou porážkou Rendulicových sil (Finové Tornio osvobodili již první den bojů a německá čtyřdenní snaha o jeho znovuobsazení vyústila pouze v těžké ztráty lidí i techniky) a Rendulicovi nezbylo než s hlavními silami urychleně Laponsko vyklidit, než Finové uzavřou i druhou cestu a zcela jej odříznou. V půli listopadu 1944 byly klíčové oblasti Laponska od německých oddílů vyčištěny.

## Následky laponské války

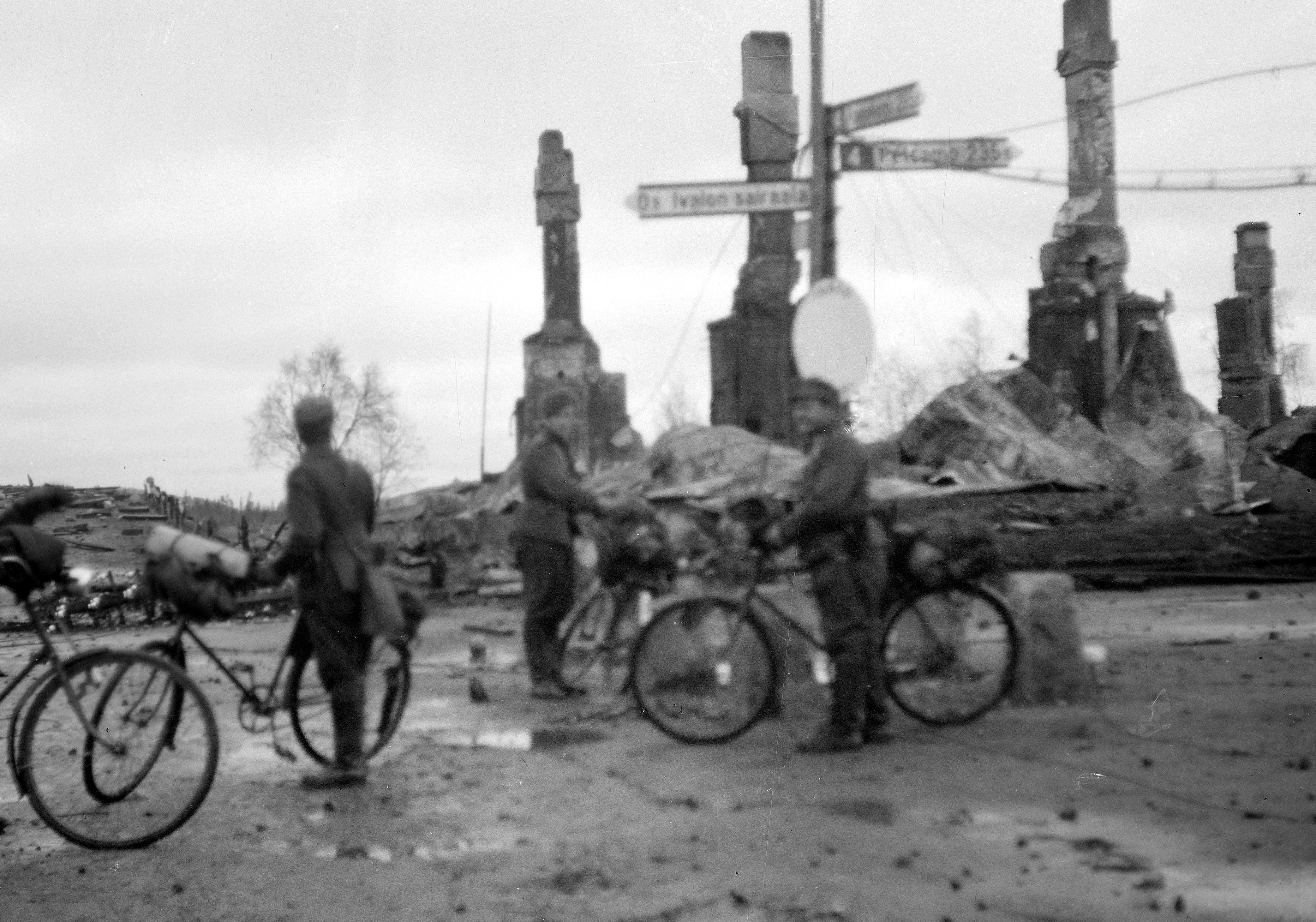
Ivalo zničené ustupujícími německými jednotkami

Hospodářské následky této války byly pro Laponsko strašlivé. Více než třetina budov v této oblasti byla zničena a krajské město Rovaniemi prostě zmizelo. Kromě ztrát na majetku odhadovaných na ekvivalent asi 300 miliónů dolarů (v dolarech z roku 1945) se 100 000 obyvatel stalo uprchlíky bez domova, tato situace se přidružila k problémům poválečné rekonstrukce Finska. (Po válce Spojenci odsoudili Rendulice za válečné zločiny na 20 let do vězení.) Poslední německé jednotky byly vypuzeny v dubnu 1945.
Vojenské ztráty byly relativně omezené: 774 mrtvých a 262 nezvěstných na straně finských jednotek a kolem 950 padlých (+1 300 zajatých) na straně Němců.